# 북성포구
북성포구(北城浦口)는 1883년 인천항(제물포항) 개항과 함께 인근에서 자연 조성된 갯벌포구이다. 인천지방해양수산청이 주무한 것으로 알려진 북성포구는 준설 착공하여 매립공사가 진행된후 2020년을 전후해서 역사속으로 사라졌다. 현재는 항구 건축물이다.

## 북성곶
과거 복성포구는 북성곶과 함께 위치한 갯벌이었다. 북성곶(北城串)은 화도진에서 관장하던 포대(북변포대 5문 및 남변포대 5문)가 있던 곳에 위치한다.
한편 북성곶은 바다 쪽으로, 부리 모양으로 뾰족하게 뻗은 육지 능선 언저리이다.

## 같이 보기
- 아라뱃길